# Ameriška kolonizacijska družba
Ameriško kolonizacijsko družbo (ACS), prvotno znano kot Društvo za kolonizacijo svobodnih barvnih prebivalcev Amerike, je leta 1816 ustanovil Robert Finley, da bi spodbudil in podprl migracijo svobodnih Afroameričanov na afriško celino.
Na ustanovitev Ameriške kolonizacijske družbe je vplivalo več dejavnikov. Po ameriški revolucionarni vojni je število svobodnih barvnih prebivalcev stalno naraščalo, od 60.000 leta 1790 do 300.000 leta 1830. Zato so bili lastniki sužnjev vse bolj zaskrbljeni, da bi svobodni črnci lahko spodbujali ali pomagali njihovim sužnjem, da pobegnejo ali se uprejo. Poleg tega je večina belih Američanov menila, da so Afroameričani rasno manjvredni, in menila, da je "združitev" ali integracija Afroameričanov s kulturo belih Američanov nemogoča in nezaželena. To je še okrepilo prepričanje, da je treba Afroameričane preseliti nekam, kjer bodo lahko živeli brez predsodkov in kjer bodo lahko postali državljani.
Afroameriška skupnost in abolicionistično gibanje sta v veliki meri nasprotovala projektu. V večini primerov so družine Afroameričanov že več generacij živele v Združenih državah Amerike, prevladovalo pa je mnenje, da črnci niso nič bolj Afričani kot belci Evropejci. V nasprotju s trditvami, da je bilo izseljevanje prostovoljno, so bili številni Afroameričani, tako svobodni kot zasužnjeni, prisiljeni v izselitev. Zasužnjevalci so včasih svoje sužnje osvobodili pod pogojem, da takoj potem zapustijo državo.
Po mnenju zgodovinarja Marca Leepsona se je »kolonizacija izkazala za velikanski neuspeh, saj ni prav nič pripomogla k zajezitvi sil, ki so državo pripeljale do državljanske vojne.« Med letoma 1821 in 1847 se je od milijonov Afroameričanov v ZDA v Liberijo izselilo le nekaj tisoč Afričanov. Skoraj polovica jih je umrla zaradi tropskih bolezni. Poleg tega se je prevoz izseljencev na afriško celino, vključno z oskrbo s potrebnim orodjem in zalogami, izkazal za zelo dragega.
V tridesetih letih 19. stoletja je družba naletelo na veliko sovražnost belih abolicionistov pod vodstvom Gerrita Smitha, ki je družbo finančno podpiral, in Williama Lloyda Garrisona, avtorja knjige Misli o afriški kolonizaciji (1832), v kateri je družbo razglasil za prevaro. Po mnenju Garrisona in njegovih številnih privržencev družba ni bila rešitev problema ameriškega suženjstva, temveč ga je dejansko pomagala ohraniti, čemur naj bi bila tudi namenjena.

## Ozadje

### Rast suženjstva na Jugu
Po iznajdbi stroja za odstranjevanje semen in primesi iz bombaža v devetdesetih letih 19. stoletja sta rast in izvoz bombaža postala zelo donosen posel. Osrednja dejavnost je bila ustanavljanje plantaž, na katerih so delali zasužnjeni delavci. Zaradi povečanega povpraševanja je uvoz afriških sužnjev naraščal, dokler ni bil leta 1808 zakonit uvoz prepovedan, nato pa sta zvezni državi Maryland in Virginija odkrito vzrejala sužnje in preko posrednikov, kot sta bila Franklin in Armfield, »proizvajala« otroke za prodajo lastnikom plantaž na »Jugu«. To je povzročilo prisilno preselitev približno milijona zasužnjenih ljudi na globoki Jug, kjer so se Afričani in Afroameričani dobro uveljavili in imeli otroke, tako da je skupno število zasužnjenih do sredine 19. stoletja doseglo štiri milijone.

### Rast števila svobodnih črncev
Deloma zaradi prizadevanj za osvoboditev sužnjev, ki so jih spodbudili revolucionarni ideali, protestantski pridigarji in abolicionistično gibanje, se je povečalo število svobodnih črncev, od katerih so se mnogi rodili svobodni. Tudi na Severu, kjer so odpravljali suženjstvo, je bila diskriminacija svobodnih črncev zelo razširjena in pogosto zakonita. Pred letom 1860 je le malo zveznih držav svobodnim črncem podelilo državljanske pravice, zvezna vlada, ki je bila večinoma pod nadzorom suženjske oblasti, pa ni nikoli pokazala nobene želje, da bi se uprla rasnemu statusu quo. Tudi na severu so svobodne črnce pogosto obravnavali kot nezaželene priseljence, ki jemljejo delovna mesta, ker delajo poceni.

Nekateri lastniki sužnjev so se odločili, da bodo podprli izseljevanje po neuspelem uporu sužnjev, ki ga je leta 1800 vodil Gabriel Prosser, in hitrem naraščanju števila svobodnih Afroameričanov v ZDA v prvih dveh desetletjih po revolucionarni vojni, ki so ga dojemali kot grožnjo. Čeprav je bilo med letoma 1790 in 1800 razmerje med belci in črnci na splošno 4 : 1, so bili v nekaterih južnih okrožjih črnci v večini. Lastniki sužnjev so se bali, da bodo svobodni črnci destabilizirali njihovo sužnjelastniško družbo in predstavljali politično grožnjo. Od leta 1790 do leta 1800 se je število svobodnih črncev povečalo z 59.467 na 108.398, leta 1810 pa jih je bilo že 186.446.

### Zgodnja konolizacija v Afriki
Leta 1786 si je britanska organizacija Odbor za pomoč revnim črncem začela prizadevati za ustanovitev Svobodne province Sierra Leone, kolonije v Zahodni Afriki za londonske "revne črnce". Ta ideja je dobila podporo britanske vlade, ki je poleg tega tudi ponudila premestitev črnskim lojalistom, preseljenim v Novo Škotsko, kjer so bili izpostavljeni težkim vremenskim razmeram in diskriminaciji nekaterih belih Novoškotov. V kolonijo so bili deportirani tudi jamajški maroni in nekdanji sužnji, ki jih je Kraljeva mornarica osvobodila po tem, ko je Velika Britanija leta 1807 ukinila trgovino s sužnji na Atlantiku.

### Paul Cuffe
Paul Cuffe ali Cuffee (1759–1817) je bil uspešen kvekerski ladjar in aktivist v Bostonu. Njegovi starši so bili afriške (Ašanti) in ameriške (Vampanoag) narodnosti. Zavzemal se je za naselitev osvobojenih ameriških sužnjev v Afriki in pridobil podporo britanske vlade, svobodnih črnskih voditeljev v ZDA in članov kongresa, da bi se izseljenci preselili v britansko kolonijo Sierra Leone. Leta 1815 je sam financiral potovanje. Naslednje leto je Cuffe v Freetown v Sierri Leone odpeljal 38 ameriških črncev. Umrl je leta 1817, še preden se je lotil drugih potovanj. Cuffe je postavil temelje za Ameriško kolonizacijsko družbo.

## Prizadevanja za preselitev svobodnih črncev drugam kot v Afriko
Čeprav se jih spominjamo le malo, saj iz njih na koncu ni bilo nič, so obstajali številni drugi predlogi za preselitev nekdanjih sužnjev v bližnje kraje. Ena od možnosti, o kateri se je razpravljalo, je bila naselitev na novih, redko poseljenih zahodnih ozemljih, pridobljenih z nakupom Louisiane, ali na pacifiški obali: vzpostavitev črnskega rezervata, podobnega indijanskemu rezervatu. Na voljo je bil tudi Haiti, kjer je na otoku Île-à-Vache potekal neuspešen poskus ustanovitve kmetijske skupnosti nekdanjih ameriških sužnjev. Abraham Lincoln jih je nameraval naseliti v današnji Panami (glej Linconija). Celo guverner Floride Napoleon Bonaparte Broward je leta 1907 predlagal, da bi črnce poslali na zemljišče, ki bi ga kupila zvezna vlada, kjer bi živeli trajno, ločeno od belcev.

## Zgodnja zgodovina ACS

### Ustanovitev
Začetki ACS segajo v leto 1816, ko je Charles Fenton Mercer, federalistični član generalne skupščine Virginije, odkril poročila o prejšnjih zakonodajnih razpravah o kolonizaciji črncev po uporu Gabriela Prosserja. Mercer je nagovarjal zvezno državo, naj idejo podpre. Eden od njegovih političnih stikov v Washingtonu, John Caldwell, je stopil v stik s svojim svakom, prezbiterijanskim duhovnikom Robertom Finleyjem, ki je načrt podprl.
Družba je bila uradno ustanovljena 21. decembra 1816 v hotelu Davis v Washingtonu. Med njenimi podporniki so bili Charles Fenton Mercer (Virginija), Henry Clay (Kentucky), John Randolph (Virginija), Richard Bland Lee (Virginija) in Bushrod Washington (Virginija). V dvajsetih in tridesetih letih 19. stoletja so bili lastniki sužnjev v regiji Piedmont v Virginiji številni najvidnejši člani družbe; med njenimi podporniki so bili tudi sužnjelastniški predsedniki ZDA Thomas Jefferson, James Monroe in James Madison. Madison je bil v začetku tridesetih let 19. stoletja predsednik družbe.
Reverend Finley je na ustanovnem sestanku predlagal ustanovitev kolonije v Afriki, ki bi iz Združenih držav Amerike odpeljala svobodne barvne ljudi, ki so se večinoma rodili svobodni. Finley je želel kolonizirati »(z njihovim soglasjem) svobodne ljudi druge barve, ki živijo v naši državi, v Afriki ali na drugem kraju, ki se bo kongresu zdel najbolj primeren«. Organizacija je ustanovila podružnice po vsej ZDA, večinoma v južnih državah. Sodelovala je pri ustanovitvi kolonije Liberija.
ACS so ustanovile skupine, ki so si glede vprašanja suženjstva sicer nasprotovale. Lastniki sužnjev, kot so bili tisti v podružnici v Marylandu in drugod, so verjeli, da je tako imenovana repatriacija način za odstranitev svobodnih črncev iz sužnjelastniških družb in preprečitev upora sužnjev. Svobodni črnci, med katerimi so bili mnogi v ZDA že več generacij, so namreč spodbujali in pomagali sužnjem, da so pobegnili, in zniževali njihovo vrednost.    
(» Vsak poskus Juga, da bi pomagal Kolonizacijski družbi in poslal svobodne barvne ljudi v Afriko, povečuje vrednost sužnja, ki je ostal na zemlji.«:51) Družba je imela nasprotujoče si ideje: svobodne črnce je treba odstraniti, ker ne morejo koristiti Ameriki; po drugi strani pa bi svobodni črnci pod lastnim vodstvom v drugi deželi uspevali in cveteli.
Po drugi strani pa je koalicija, ki so jo sestavljali predvsem evangeličani, kvekerji, filantropi in abolicionisti, podpirala odpravo suženjstva. Želeli so, da bi bili sužnji svobodni, in verjeli so, da bodo imeli črnci boljše možnosti za svobodo v Afriki kot v Združenih državah, saj na Jugu in Severu niso bili dobrodošli. Obe nasprotujoči si skupini sta našli skupni jezik v podpori tako imenovane »repatriacije«.

### Vodstvo
Predsedniki ACS so bili praviloma južnjaki. Prvi predsednik je bil Bushrod Washington, nečak ameriškega predsednika Georgea Washingtona in sodnik vrhovnega sodišča Združenih držav Amerike. Med letoma 1836 in 1849 je bil predsednik ACS državnik, plantažnik in lastnik sužnjev Henry Clay iz Kentuckyja. John H. B. Latrobe je bil predsednik ACS od leta 1853 do svoje smrti leta 1891.

### Cilji
Projekt kolonizacije, ki je imel v vsaki državi več poglavij Ameriške kolonizacijske družbe, je imel tri cilje. Prvi je bil zagotoviti prostor za življenje nekdanjih sužnjev, osvobojencev in njihovih potomcev, kjer bi bili svobodni in ne bi bili podvrženi rasizmu. Drugi cilj je bil zagotoviti koloniji vse potrebno za uspeh, na primer rodovitno zemljo za pridelavo poljščin. Tretji cilj je bil preprečiti poskuse trgovanja s sužnji na Atlantiku, na primer s spremljanjem ladijskega prometa na obali. Presbiterijanski duhovnik Lyman Beecher je predlagal drug cilj: pokristjanjevanje Afrike.

### Zbiranje sredstev
Družba je denar zbirala s prodajo članarin. Njeni člani so pritiskali na kongres in predsednika za podporo. Leta 1819 so od kongresa prejeli 100.000 dolarjev in 6. februarja 1820 je iz New Yorka v Zahodno Afriko odplula prva ladja Elizabeth s tremi belimi člani ACS in 88 afroameriškimi izseljenci na krovu. Pristopi k izbiri ljudi in financiranju potovanj v Afriko so se razlikovali od države do države.

## Nasprotovanje kolonizaciji
Prvotno so kolonizacijo »prizadevno spodbujali in prikazovali kot zdravilo za zlo suženjstva, njena dobrohotnost pa je bila domnevna na vseh straneh. Pripadali so ji vsi pomembni ljudje.« Naslednji povzetek je iz aprila 1834:
Načrt kolonizacije svobodnih črncev upravičeno velja za enega najplemenitejših ukrepov krščanske dobrohotnosti in razsvetljenega patriotizma, ki ima velik cilj in je najbolj primeren za pridobivanje skupnega vpliva in usklajenega sodelovanja različnih družbenih razredov. Spravlja in združuje nekatere neusklajene interese, ki se po nobenem drugem načrtu ne bi mogli uskladiti. Kristjan in državnik tu delujeta skupaj in osebe, ki imajo povsem različna stališča glede nekaterih stranskih vprašanj, povezanih z veliko temo, se zaradi različnih vzgibov usmerjajo k isti točki. To je čudovita zamisel, okoli katere so zbrani upi naroda, želje patriotov, molitve kristjanov in verjamemo, da tudi odobravanje nebes.
Kolonizacijsko gibanje je bilo »izvor abolicionizma«, saj je spodbudilo svobodne črnce in druge nasprotnike suženjstva.

### Nasprotovanje črncev
Od začetka je »večina temnopoltih Američanov na družbo gledala z velikim prezirom«::143 Črnski aktivist James Forten je takoj zavrnil ACS in leta 1817 zapisal, da se »ne želimo ločiti od naših sedanjih domov za noben namen«. Takoj ko so izvedeli zanj, se je 3000 črncev zbralo v cerkvi v Filadelfiji, v »središču svobodnih črncev«, ter ga »zagrizeno in soglasno« obsodili.:261 Frederick Douglass o kolonizaciji: »Sram naj bo podleže, ki si to drznejo predlagati, in vse, ki to podpirajo. Tu živimo, tu smo živeli, tu imamo pravico živeti in tu nameravamo živeti.« Martin Delany, ki je verjel, da si temnopolti Američani zaslužijo »novo državo, nov začetek«, je Liberijo označil za »beden posmeh« neodvisni republiki in »rasistični načrt ACS, da bi se ZDA znebile svobodnih črncev.« Namesto tega je za »končni cilj in prihodnji dom barvne rase na tej celini« predlagal Srednjo in Južno Ameriko (glej Linconija). Nedavni (2014) pisec o Afroameričanih iz Connecticuta je povzel odnos med njimi:
Afroameričani so na kolonizacijo gledali kot na sredstvo, ki jih je oropalo državljanskih pravic, in kot na način, kako utrditi suženjstvo... Tragedija je bila v tem, da so Afroameričani na dom svojih prednikov začeli gledati s prezirom. V imenih svojih organizacij so opustili uporabo besede "afriški" in namesto nje uporabljali "barvni američan."
Čeprav naj bi pomagala Afroameričanom in v nekaterih primerih spodbujala izseljevanje, je razmere zanje še poslabšala. Na primer, "družba je prevzela nalogo, da oživi črna zakonika iz Ohia iz let 1804 in 1807. ...Iz Cincinnatija je bilo pregnanih med 1000 in 1200 svobodnih črncev.":26217. januarja 1832 je v Cincinnatiju potekal sestanek, na katerem so razpravljali o kolonizaciji in sprejeli vrsto resolucij. Prvič, imeli so pravico do svobode in enakosti. Čutili so se dolžni zaščititi državo, "deželo, v kateri so se rodili", in ustavo. Afrike niso poznali in bi morali imeti pravico, da se sami odločajo o tem, kje bodo živeli. Priporočeno je bilo, če temnopolti želijo zapustiti Združene države Amerike, naj razmislijo o Kanadi ali Mehiki, kjer bi imeli državljanske pravice in podobno podnebje, kot so ga vajeni. Združene države so bile dovolj velike, da bi lahko sprejele kolonijo, poleg tega pa bi bila izvedba veliko cenejša. Sprašujejo se o motivih članov ACS, ki kot razlog za odstranitev črncev iz Amerike navajajo krščanstvo. Ker ni bilo poskusov izboljšanja razmer temnopoltih, ki so živeli v Združenih državah, je malo verjetno, da bi belci skrbeli za njihove interese več tisoč kilometrov stran.

### Nasprotovanje belcev

#### Wm. Lloyd Garrison
Wm. Lloyd Garrison, kot se je vedno podpisoval, je leta 1831 začel izdajati abolicionistični časopis The Liberator, ki mu je leta 1832 sledila knjiga Misli o afriški kolonizaciji (ang. Thoughts on African Colonization). Predsednik Lincoln je menil, da sta »logika in moralna moč Garrisona in ljudi, ki so bili proti suženjstvu,« omogočili, da je bila emancipacija uvrščena na politični dnevni red države. Sam Garrison se ji je pridružil v dobri veri.:63 Družbo so podpirali vsi pomembni bodoči beli abolicionisti: poleg Garrisona še Gerrit Smith, Tappanovi in številni drugi, kot je razvidno iz strani revije African repository družbe.
Garrison je nasprotoval kolonizacijskemu načrtu, saj je bil po njegovem mnenju ključni cilj družbe odstraniti svobodne črnce iz Amerike in tako preprečiti upore sužnjev, namesto odprave suženjstva. Poleg tega, da kolonizacija ni izboljšala položaja zasužnjenih Afričanov, si je pridobila tudi sovražnike med afriškimi staroselci. Oba z Gerritom Smithom sta bila zgrožena, ko sta izvedela, da se v Liberiji prodaja alkohol.:178–179:230 Podvomil je v modrost pošiljanja Afroameričanov skupaj z belimi misijonarji in agenti v tako nezdrav kraj. Poleg tega je to pomenilo, da je svobodo doseglo manj sužnjev: »ovira manumisijo sužnjev, saj njihovo emancipacijo prelaga na svojo shemo, ki je v petnajstih letih povzročila manumisijo manj kot štiristo sužnjev, medtem ko je bilo pred njenim obstojem in delovanjem v krajšem času osvobojenih na tisoče sužnjev.«

V drugi številki časopisa The Liberator je Garrison natisnil komentar iz časopisa Boston Statesman:
Bili pa smo precej presenečeni, ko smo videli, da je predlog o pošiljanju svobodnih črncev v Afriko pomenil njihovo vrnitev v njihovo domovino. Vsaj tako dobro bi bilo govoriti o tem, da bi te častitljive gospode poslali nazaj v Anglijo kot v njihovo domovino. Tukaj je črnec prav tako domačin kot ti častitljivi gospodje.—Tu se je črnec rodil, tu je odraščal, tu so njegove najzgodnejše in najprijetnejše zveze— tu je vse, kar ga veže na zemljo in dela življenje dragoceno. Če je cilj res dobrobit črncev in ne nova shema za prosjačenje, želimo, da se spoštovani gospodje zavzamejo za pravice črncev, ki so jih poteptali njihovi bratje na ulici Park Street. Če želijo resnično spodbujati srečo črncev, naj bodo njihova prizadevanja usmerjena v to, da se zatirani črnci dvignejo na lestvici moralnega napredka. Naj mu priznajo več pravic v družbenem svetu, toda če ne želijo, da se jim vsi iskreni in misleči ljudje smejijo, naj raje opustijo idealistični načrt kolonizacije južnih črncev na račun Severa, dokler ne bomo osvobodili svojih meja revščine, nevednosti in stiske.

#### Gerrit Smith
Filantrop Gerrit Smith je bil po besedah podpredsednika družbe Henryja Claya »med najzvestejšimi pokrovitelji družbe.«
Ta podpora se je spremenila v besno in zagrizeno zavračanje, ko je v začetku tridesetih let 19. stoletja spoznal, da je družba »prav tako protiabolicijska kot kolonizacijska družba«. »Ta kolonizacijska družba se je z nevidnim procesom, napol zavednim, napol nezavednim, spremenila v praktičen organ in člana suženjske oblasti.« To je bil »skrajni primer navidezne reforme«.:63 Novembra 1835 je družbi poslal pismo s čekom, s katerim je zaključil svoje obstoječe obveznosti, in dejal, da od njega ne bodo dobili več ničesar, ker:
Družba se zdaj in že nekaj časa veliko bolj zanima za vprašanje suženjstva kot za delo kolonizacije—za rušenje protisuženjske družbe kot za izgradnjo kolonije. Za utemeljitev te pripombe mi ni treba iti dlje od vsebine in duha zadnjih nekaj številk periodične publikacije. Če bi si tujec na podlagi teh številk ustvaril mnenje, bi ugotovil, da je družba, ki jih je izdala, prav tako protiabolicijska kot kolonizacijska družba. ...Vendar je prišlo do tega, da član kolonizacijske družbe ne more zagovarjati osvoboditve svojih zasužnjenih soljudi, ne da bi se izpostavil takšnim obtožbam o nedoslednosti, kot jih javnost obilno navaja name, ker sem hkrati član te družbe in abolicionist.  ...Od nedavnih zaskrbljujočih napadov na pravico do razprave s strani njenih članov (in presenetljivo je, da so nekateri predlogi za poseg v to pravico implicitno podprti v "Afriškem repozitoriju"), sem to označil kot zbirno točko prijateljev te pravice. Tej družbi je vaša družba sovražna.

## Kolonija Liberija
Leta 1821 je poročnik Robert Stockton nameril s pištolo v glavo kralja Petra, kar je Stocktonu omogočilo, da je kralja Petra prepričal, naj proda rt Montserrado (ali Mesurado) in ustanovi Monrovijo. Leta 1825 in 1826 je Stocktonov naslednik Jehudi Ashmun sprejel ukrepe za zakup, priključitev ali najem plemenskih zemljišč v Afriki ob obali in ob večjih rekah, ki vodijo v notranjost Afrike, da bi ustanovil ameriško kolonijo. Stocktonova dejanja so Ashmuna spodbudila, da je v pogajanjih s kraljem Petrom uporabil agresivno taktiko, in maja 1825 so kralj Peter in drugi domorodni kralji sklenili pogodbo z Ashmunom. S pogodbo je bila zemlja dodeljena Ashmunu, v zameno pa so domorodci prejeli tri sode ruma, pet sodov praška, pet dežnikov, deset parov čevljev, deset železnih drogov, 500 tablic tobaka in druge predmete.
Od 4571 izseljencev, ki so prišli v Liberijo med letoma 1820 in 1843, jih je bilo leta 1843 živih le še 1819—40 %. ACS je vedela za visoko stopnjo umrljivosti, vendar je v kolonijo še naprej pošiljala več ljudi.
Preveč poenostavljeno bi bilo preprosto reči, da je Ameriška kolonizacijska družba ustanovila Liberijo. Velik del ozemlja, ki je postalo Liberija, je bil skupek naselij, ki so jih sponzorirale državne kolonizacijske družbe: Mississippi v Afriki, Kentucky v Afriki, Republika Maryland in številna druga. Najbolj razvita med njimi, Republika Maryland, je imela svojo ustavo, zakone in zastavo. Te ločene kolonije so bile sčasoma združene v Liberijo, vendar se je proces končal šele leta 1857.

## Publikacije
Družba je od leta 1825 objavljala revijo African Repository and Colonial Journal (slo. Afriški arhiv in kolonialna revija). Ralph Randolph Gurley (1797–1872), ki je družbo vodil do leta 1844, je urejal revijo, ki je leta 1850 spremenila naslov v African Repository. Revija je spodbujala kolonizacijo in Liberijo. Vključeni so bili članki o Afriki, seznami donatorjev, pohvalna pisma, informacije o izseljencih in uradna poročila, v katerih je bila opisana blaginja in nadaljnja rast kolonije. Po letu 1919 je družba v resnici prenehala delovati, vendar je formalno prenehala obstajati šele leta 1964, ko je svoje dokumente prenesla v Kongresno knjižnico.

## Državljanska vojna in emancipacija
Lincoln, Clayev občudovalec, je že od 40. let 19. stoletja zagovarjal program ACS za kolonizacijo črncev v Liberiji. Abraham Lincoln je na začetku svojega predsedništva večkrat poskušal organizirati preselitev, kakršno je podpirala ACS, vendar je vsakokrat načrt propadel.
ACS je delovala tudi med ameriško državljansko vojno in med njo kolonizirala 168 črncev. V petih letih po vojni je v Liberijo poslala 2492 oseb afriškega porekla. Zvezna vlada je za te operacije zagotovila majhno podporo prek Urada za svobodne ljudi.
Nekateri raziskovalci menijo, da je Lincoln to zamisel opustil že leta 1863, ko je začel uporabljati črnske vojake. Biograf Stephen B. Oates je zapisal, da se je Lincolnu zdelo nemoralno prositi temnopolte vojake, naj se borijo za ZDA, po služenju vojaškega roka pa jih odpeljati v Afriko. Drugi, na primer zgodovinar Michael Lind, menijo, da je Lincoln še leta 1864 ohranjal upanje za kolonizacijo, saj naj bi generalnega državnega tožilca Edwarda Batesa vprašal, ali lahko častiti James Mitchell ostane »vaš pomočnik pri izvajanju več zakonov kongresa v zvezi z izseljevanjem ali kolonizacijo osvobojenih črncev«. Mitchella, nekdanjega državnega direktorja ACS v Indiani, je Lincoln leta 1862 imenoval za nadzor vladnih kolonizacijskih programov.
Lincoln se je ob koncu svojega prvega predsedniškega mandata javno odpovedal zamisli o kolonizaciji, potem ko se je o njej pogovarjal s Frederickom Douglassom, ki ji je ostro nasprotoval. 11. aprila 1865, ko se je vojna bližala koncu, je Lincoln v Beli hiši v javnem govoru podprl volilno pravico črncev, zaradi česar ga je igralec John Wilkes Booth, ki je odločno nasprotoval emancipaciji in volilni pravici črncev, umoril.

## Propad in razpad
Kolonizacija se je izkazala za drago; pod vodstvom Henryja Claya je ACS več let neuspešno prepričevala ameriški kongres, naj financira izseljevanje. V petdesetih letih 19. stoletja je ACS dosegla nekaj uspeha pri državnih zakonodajalcih, na primer v Virginiji, Pensilvaniji in New Jerseyju. Leta 1850 je zvezna država Virginija za pomoč in podporo izseljevanju za pet let namenila 30.000 dolarjev letno. Družba je v svojem štiriintridesetem letnem poročilu to novico označila kot »velik moralni dokaz pravilnosti in nujnosti državnega ukrepanja!« V petdesetih letih 19. stoletja je družba prejela tudi več tisoč dolarjev od zakonodajnih teles New Jerseyja, Pensilvanije, Missourija in Marylanda. Pensilvanija, Maryland in Mississippi so ustanovile svoje državne družbe in kolonije na obali ob Liberiji. Vendar sredstva, ki jih je prejela ACS, niso zadostovala za doseganje zastavljenih ciljev družbe. »V štirinajstih letih pred letom 1834 so prihodki te družbe, ki je za svoje dejavnosti potrebovala milijone, v povprečju znašali le približno enaindvajset tisoč dolarjev na leto. Nikoli si ni pridobila zaupanja ameriškega ljudstva.«
Trije razlogi za to, da gibanje nikoli ni bilo zelo uspešno, so bili pomanjkanje zanimanja svobodnih črncev, nasprotovanje nekaterih abolicionistov ter obseg in stroški selitve številnih ljudi (po državljanski vojni je bilo na jugu 4 milijone osvobojencev). V ZDA je bilo na milijone črnskih sužnjev, vendar je kolonizacija transportirala le nekaj tisoč svobodnih črncev.
Leta 1913, in ponovno ob uradnem prenehanju leta 1964, je družba svoje zapise podarila Kongresni knjižnici ZDA. Podarjeno gradivo vsebuje številne informacije o ustanovitvi družbe, njeni vlogi pri ustanovitvi Liberije, prizadevanjih za upravljanje in obrambo kolonije, zbiranju sredstev, zaposlovanju naseljencev, razmerah za črnske državljane ameriškega Juga ter o tem, kako so črnski naseljenci gradili in vodili novo državo.
Po izbruhu prve svetovne vojne je ACS predsedniku Liberije Danielu Howardu poslala telegram, v katerem ga je opozorila, da bi kakršno koli vpletanje v vojno lahko povzročilo kršitev ozemeljske celovitosti Liberije, ne glede na to, katera stran bi bila uspešnejša.
V Liberiji je imela družba pisarne na križišču ulic Ashmun in Buchanan v središču trgovskega okrožja Monrovije, poleg sedeža stranke True Whig v stavbi Edward J. Roye. Svoje pisarne na tem mestu je zaprla leta 1956, ko je vlada zaradi gradnje novih javnih stavb porušila vse stavbe na križišču. Kljub temu je zemljišče uradno ostalo v lasti družbe do 80. let 20. stoletja, na katerem se je nabralo veliko zaostalih davkov, saj ministrstvo za finance ni našlo naslova, na katerega bi poslalo račune za davek na nepremičnine.

## Gledano z vidika rasizma
V petdesetih letih prejšnjega stoletja je rasizem postajal vse pomembnejše vprašanje, konec šestdesetih in v sedemdesetih letih pa ga je v ospredje javne zavesti potisnilo gibanje za državljanske pravice. Razširjenost rasizma je spodbudila ponovno ovrednotenje motivov družbe, kar je zgodovinarje spodbudilo, da so ACS začeli preučevati bolj z vidika rasizma kot stališča do suženjstva. V osemdesetih in devetdesetih letih 20. stoletja so zgodovinarji šli še dlje pri preoblikovanju ACS. Ne le da so se osredotočali na rasistično retoriko članov družbe in njenih publikacij, nekateri so družbo prikazovali tudi kot organizacijo, ki podpira suženjstvo. V zadnjem času pa se nekateri raziskovalci umikajo od analize ACS kot organizacije, ki podpira suženjstvo, in jo ponovno označujejo kot organizacijo, ki je nasprotovala suženjstvu.

### Primarni viri
- Birney, James Gillespie (1838). Letter on colonization : addressed to the Rev. Thornton J. Mills, corresponding secretary of the Kentucky Colonization Society. First published in 1834. New-York: American Anti-Slavery Society.